# Ʉ
Ʉ, ʉ – litera alfabetu łacińskiego reprezentująca samogłoska przymkniętą centralną zaokrągloną, litera używana między innymi w alfabecie Komanczów. 